# Zeulenroda-Triebes
Zeulenroda-Triebes är en stad i distriktet Greiz i det tyska förbundslandet Thüringen.
Kommunen ingår i förvaltningsgemenskapen Zeulenroda-Triebes tillsammans med kommunerna Langenwolschendorf och Weißendorf. Den 1 februari 2006 när staden Triebes uppgick i staden Zeulenroda, nu en stadsdel, ändrades namnet till Zeulenroda-Triebes. Den 1 december 2011 utökades staden med de tidigare kommunerna Merkendorf, Silberfeld och Zadelsdorf.